# Laura Kelly
Laura Kelly, född 24 januari 1950 i New York i New York, är en amerikansk demokratisk politiker. Hon är guvernör i Kansas sedan den 14 januari 2019. Kelly kandiderade till guvernör i mellanårsvalet 2018 och besegrade den republikanska kandidaten Kris Kobach. Hon omvaldes i guvernörsvalet i Kansas 2022 och besegrade republikanen Derek Schmidt.

## Biografi
Kelly föddes till en militär familj som flyttade ofta och var stationerad utomlands. Hon studerade vid Bradley University, där hon fick en kandidatexamen i psykologi och vid Indiana University fick hon en Master of Science i terapeutisk rekreation. 

## Guvernör i Kansas
Den 6 november 2018 besegrade Kelly republikanen Kris Kobach med 47,8 procent av rösterna mot Kobachs 43,3 procent.
Kelly stöddes i valkampanjen av den tidigare demokratiska guvernören Kathleen Sebelius. Hon stöddes också av republikanerna Bill Graves, tidigare guvernör, och Sheila Frahm, tidigare senator. Graves sade: "Laura Kelly är den enda demokraten jag någonsin har stöttat för ett politiskt ämbete. Och anledningen till att jag gör det nu är för att jag tror så mycket står på spel i delstaten Kansas. Jag har känt Laura i över 30 år. Hon har alla kvaliteter och alla förmågor som vi letar efter för att leda delstaten under denna svåra tid och att återställa delstaten till vad den en gång var. Laura har integritet, och jag vet att hon kommer att föra medborgare i Kansas samman oavsett parti för att lösa problem".
Kelly beskrev sin kandidatur som inriktad på att upphäva de katastrofer som hon ansåg att Sam Brownbacks guvernörskap inneburit i bland annat skatte-, och utbildningspolitiken. Hon karakteriserade sin motståndare Kris Kobach som "Sam Brownback på steroider".

## Privatliv
Kelly har varit gift med läkaren Ted Daughety, sedan 1979. Paret har två vuxna döttrar.